# Línea 12 (EMTUSA Gijón)
La línea 12 de la empresa EMTUSA opera entre los barrios de La Calzada y Contrueces, en la ciudad de Gijón, Asturias. Su color es el amarillo.

## Historia
La línea surge en 1976 con la unificación de las líneas Contrueces-Plaza de los Mártires y El Cerillero-Plaza de los Mártires (Plaza de los Mártires es la actual plaza del Humedal). Pronto ganaría en popularidad y rentabilidad. En 1999 la línea es ampliada debido a las promociones urbanísticas del este de Montevil.

## Pasajeros
En 2019 la línea transportó a 3.042.979 pasajeros, convirtiéndose en la segunda línea más usada por detrás de la línea 1.

## Recorrido
La línea 12 tiene un trazado en forma de «L», siendo su vértice la plaza del Humedal.
Las calles que atraviesa, sentido oeste este, son:
| Línea 12 El Cerrilleru - Contrueces | Línea 12 El Cerrilleru - Contrueces | Línea 12 El Cerrilleru - Contrueces                        |
| Barrio                              | Calle                               | Características                                            |
| ----------------------------------- | ----------------------------------- | ---------------------------------------------------------- |
| La Calzada                          | Camino del Rubín                    | Es la cabecera de la línea                                 |
| La Calzada                          | Avenida Argentina                   |                                                            |
| La Calzada                          | Los Andes                           |                                                            |
| La Calzada                          | Toledo                              |                                                            |
| La Calzada                          | Avd. del Príncipe de Asturias       |                                                            |
| Natahoyo                            | Avenida de Galicia                  |                                                            |
| Natahoyo                            | Mariano Pola                        |                                                            |
| Natahoyo                            | Avd. José Manuel Palacio            |                                                            |
| El Centro                           | Marqués de San Esteban              |                                                            |
| El Centro                           | Pedro Duro                          |                                                            |
| El Centro                           | Palacio Valdés                      | Aquí se encuentra El Humedal, principal parada de la línea |
| El Centro                           | Avenida de la Costa                 |                                                            |
| El Centro                           | Avenida de Schulz                   |                                                            |
| El Llano                            |                                     |                                                            |
| Carretera Carbonera                 |                                     |                                                            |
| Montevil                            |                                     |                                                            |
| Antonio Machado                     |                                     |                                                            |
| Eduardo Varela                      |                                     |                                                            |
| Contrueces                          | Ronda Exterior                      |                                                            |

## Flota
La línea es operada por autobuses articulados.